# Ballon d'Or 1958

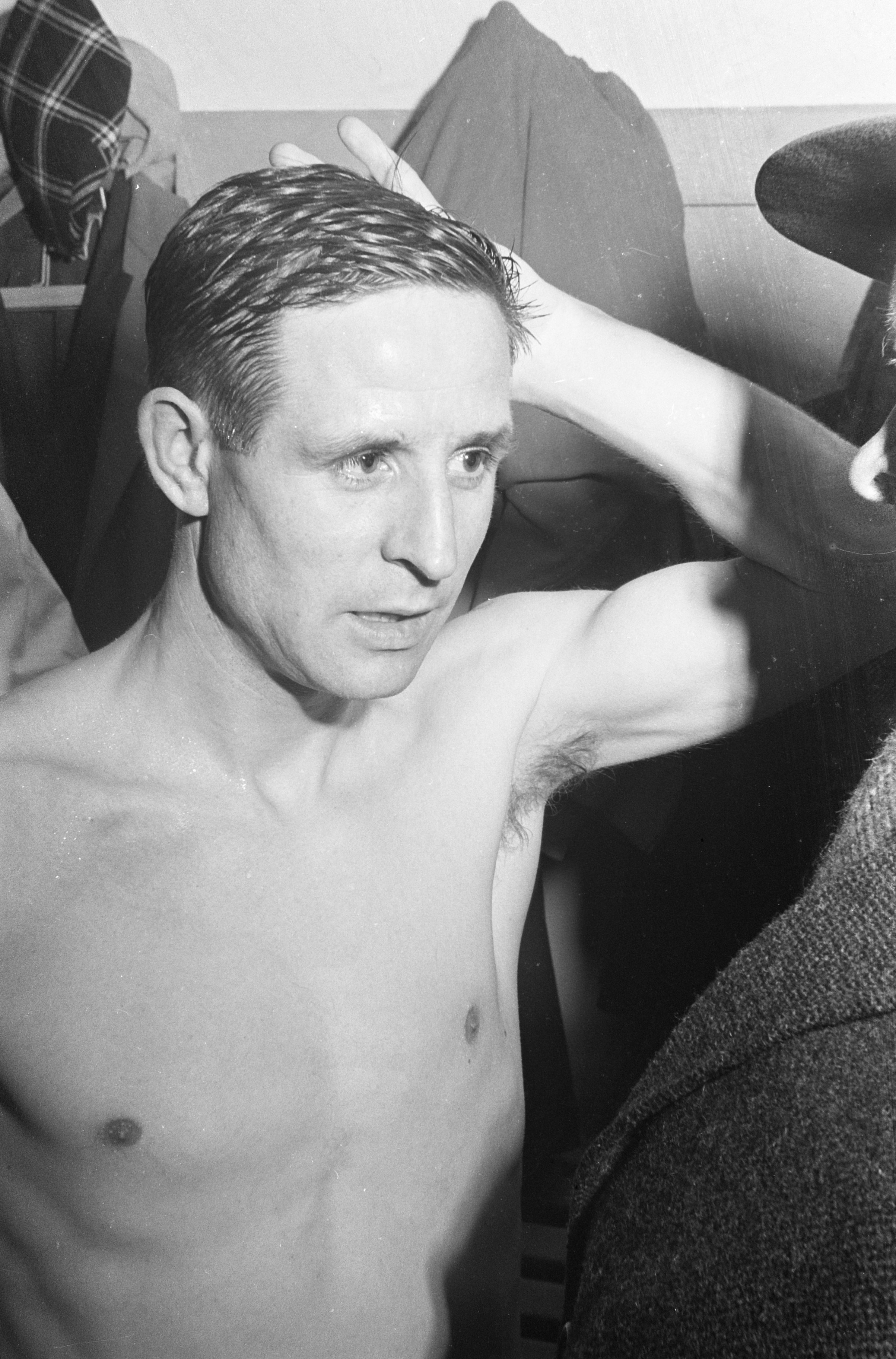
Raymond Kopa

De Ballon d'Or 1958 was de 3e editie van de voetbalprijs georganiseerd door het Franse tijdschrift France Football. De prijs werd gewonnen door de Fransman Raymond Kopa (Real Madrid).
De jury was samengesteld uit 16 journalisten die aangesloten waren bij de volgende verenigingen van de UEFA: West-Duitsland, Oostenrijk, België, Tsjecho-Slowakije, Schotland, Spanje, Frankrijk, Hongarije, Engeland, Italië, Nederland, Portugal, Zweden, Zwitserland, Turkije en Joegoslavië.
De resultaten van de stemming werden gepubliceerd in editie 666 van France Football op 16 december 1958.

## Stemprocedure
Elk jurylid koos de beste vijf spelers van Europa. De speler op de eerste plaats kreeg vijf punten, de tweede keus vier punten en zo verder. Op die wijze werden 240 punten verdeeld. 80 punten was het maximale aantal punten dat een speler kon behalen (in geval van een zestien koppige jury).

## Uitslag
| Plaats | Speler              | Club                    | Stemmen | Stemmen | Stemmen | Stemmen | Stemmen | Stemmen | Punten |
| Plaats | Speler              | Club                    | 1º      | 2º      | 3º      | 4º      | 5º      | Totaal  | Punten |
| ------ | ------------------- | ----------------------- | ------- | ------- | ------- | ------- | ------- | ------- | ------ |
| 1º     | Raymond Kopa        | Real Madrid             | 14      |         |         |         | 1       | 15      | 71     |
| 2º     | Helmut Rahn         | Rot-Weiss Essen         |         | 6       | 4       | 2       |         | 12      | 40     |
| 3º     | Just Fontaine       | Stade Reims             | 1       | 2       | 1       | 2       | 3       | 9       | 23     |
| 4º     | Kurt Hamrin         | Padova / Juventus       |         | 2       | 1       | 1       | 2       | 6       | 15     |
|        | John Charles        | Juventus                |         | 1       | 2       | 2       | 1       | 6       | 15     |
| 6º     | Billy Wright        | Wolverhampton Wanderers |         | 1       | 1       |         | 2       | 4       | 9      |
| 7º     | Johnny Haynes       | Fulham                  |         | 1       | 1       |         |         | 2       | 7      |
| 8º     | Nils Liedholm       | AC Milan                | 1       |         |         |         | 1       | 2       | 6      |
|        | Horst Szymaniak     | Wuppertal SV            |         | 1       |         | 1       |         | 2       | 6      |
|        | Harry Gregg         | Manchester United       |         | 1       |         |         | 2       | 3       | 6      |
| 11º    | Colin McDonald      | Burnley                 |         | 1       |         |         | 1       | 2       | 5      |
| 12º    | Francisco Gento     | Real Madrid             |         |         | 1       |         | 1       | 2       | 4      |
|        | Gunnar Gren         | Örgryte                 |         |         |         | 2       |         | 2       | 4      |
| 14º    | Vujadin Boškov      | Vojvodina               |         |         | 1       |         |         | 1       | 3      |
|        | Bengt Gustavsson    | Atalanta Bergamo        |         |         | 1       |         |         | 1       | 3      |
|        | Valentin Ivanov     | Torpedo Moskou          |         |         | 1       |         |         | 1       | 3      |
|        | Luis Suárez         | FC Barcelona            |         |         | 1       |         |         | 1       | 3      |
|        | Lev Jasjin          | Dinamo Moskou           |         |         | 1       |         |         | 1       | 3      |
| 19º    | Orvar Bergmark      | Örebro                  |         |         |         | 1       |         | 1       | 2      |
|        | Danny Blanchflower  | Tottenham Hotspur       |         |         |         | 1       |         | 1       | 2      |
|        | Ivan Kolev          | CDNA Sofia              |         |         |         | 1       |         | 1       | 2      |
|        | Bruno Nicolè        | Juventus                |         |         |         | 1       |         | 1       | 2      |
|        | Ladislav Novák      | AS Dukla Praag          |         |         |         | 1       |         | 1       | 2      |
|        | Lennart Skoglund    | Internazionale          |         |         |         | 1       |         | 1       | 2      |
| 25º    | Giampiero Boniperti | Juventus                |         |         |         |         | 1       | 1       | 1      |
|        | Gerhard Hanappi     | Rapid Wien              |         |         |         |         | 1       | 1       | 1      |

## Trivia
- Door de succesvolle deelname van Zweden aan het WK voetbal 1958 kregen zes internationals punten toebedeeld. Dit hoge aantal werd een unicum.
- Harry Gregg overleefde de Vliegramp van München en kreeg als bijnaam "de held van München" omdat hij het leven redde van Jackie Blanchflower, de broer van Danny Blanchflower.

## Referentie
- Eindklassement op RSSSF

France Football:
1956 · 
1957 · 
1958 · 
1959 · 
1960 · 
1961 · 
1962 · 
1963 · 
1964 · 
1965 · 
1966 · 
1967 · 
1968 · 
1969 · 
1970 · 
1971 · 
1972 · 
1973 · 
1974 · 
1975 · 
1976 · 
1977 · 
1978 · 
1979 · 
1980 · 
1981 · 
1982 · 
1983 · 
1984 · 
1985 · 
1986 · 
1987 · 
1988 · 
1989 · 
1990 · 
1991 · 
1992 · 
1993 · 
1994 · 
1995 · 
1996 · 
1997 · 
1998 · 
1999 · 
2000 · 
2001 · 
2002 · 
2003 · 
2004 · 
2005 · 
2006 · 
2007 · 
2008 · 
2009 · 
2016 · 
2017 · 
2018 · 
2019 · 
2021 · 
2022 · 
2023 · 
2024